# Villa Marittima
La Villa Marittima est situé dans la partie haute de la ville de San Benedetto del Tronto, province d'Ascoli Piceno dans la région des Marches,.
C'est une villa romaine de bord de mer (fin du Ier siècle av. J.-C. au IIe siècle) découverte en 2010.

## Historique
les vestiges de la villa maritime romaine est située dans la zone archéologique de la ville haute de San Benedetto, dans l'ancienne école Sciarra, sur la Piazza Giuseppe Sacconi près de la Torre dei Gualtieri. 
Elle a été découverte lors de fouilles menées en 2010 et a ensuite bénéficié de travaux de réaménagement de la municipalité de San Benedetto del Tronto en collaboration avec la Surintendance de l'archéologie, des beaux-arts et du paysage des Marches. La villa peut être visitée et est divisée en différentes parties, l'une se trouve à l'intérieur de l'ancien bâtiment scolaire, pour la partie extérieure de la zone, sur la Piazza Giuseppe Sacconi, des vitrines transparentes de différentes tailles ont été créées, où il est possible pour visiter les vestiges de la villa, grâce aux grandes fenêtres.

## Découvertes
Une équipe d' archéologues a mis au jour des portions de sols en mosaïque et certaines structures murales avec enduit coloré, mais aussi des sols rustiques et des cuves de traitement du garum, des fresques murales rouges typiques de la phase décorative romaine datant de l'époque de Néron ou des Flaviens, précisément datables entre la première moitié du Ier siècle av. J.-C. et la première moitié du Ier siècle.

## Galerie

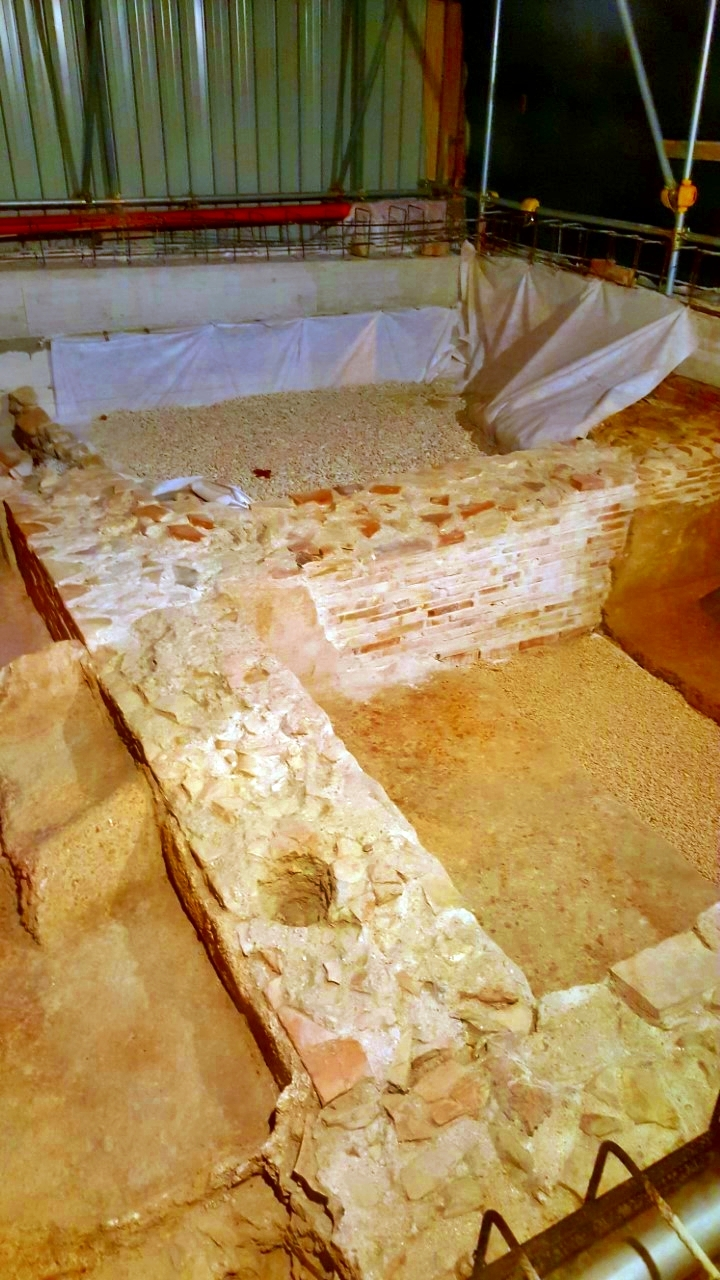
Durant les fouilles
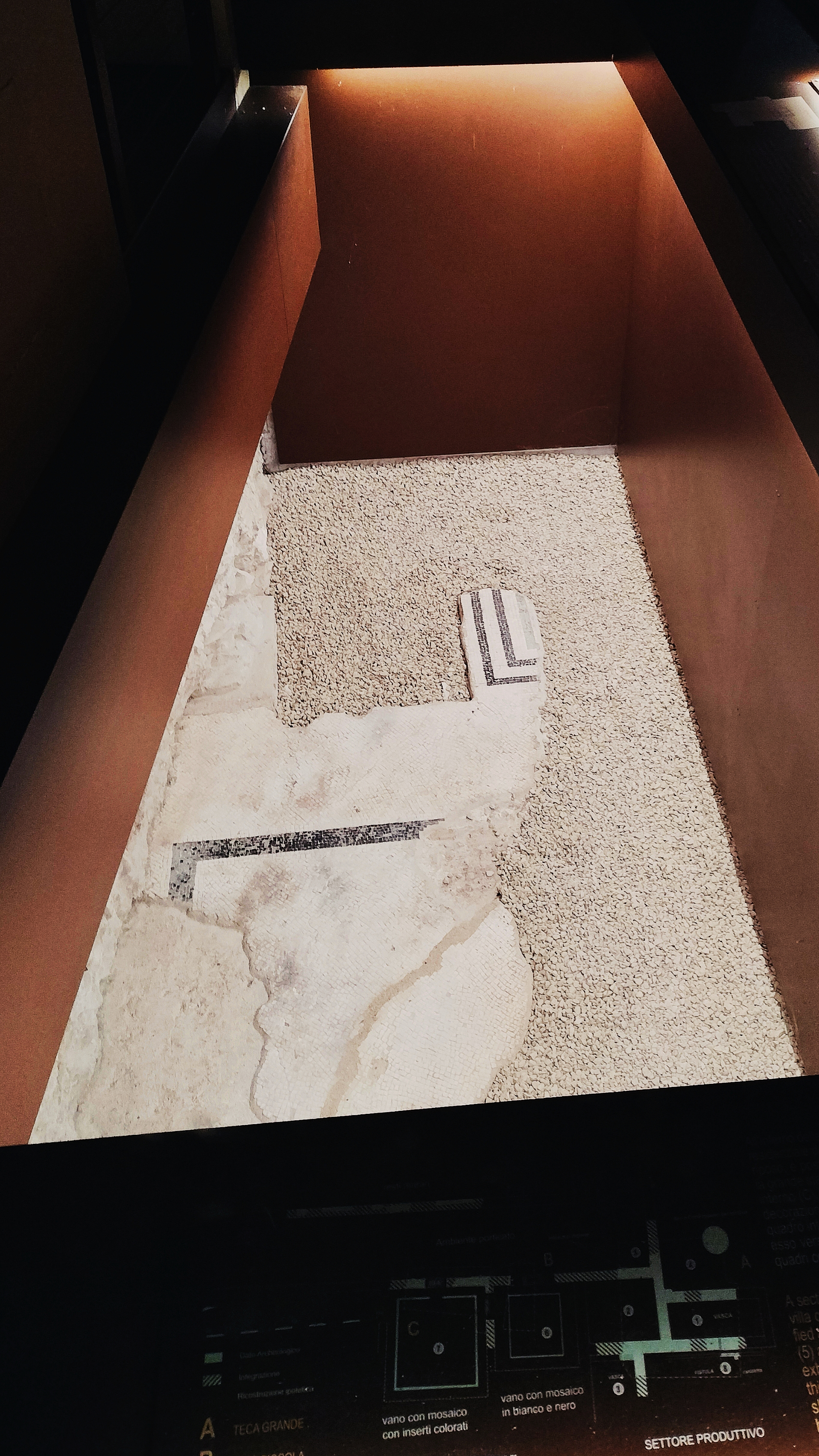
Des mosaïques